# St Mary's Hospital (Londen)
Het St Mary's Hospital is een ziekenhuis in de Britse hoofdstad Londen, gelegen in de wijk Paddington. Het werd gesticht in 1845. Tot 1988 was de St Mary's Hospital Medical School erin ondergebracht, als onderdeel van de Universiteit van Londen. In 1988 fuseerde de Medical School met het Imperial College London.
St Mary's Hospital opende de deuren voor patiënten in 1851. In 1874 synthetiseerde Charles Romley Alder Wright er voor het eerst heroïne, een opiaat. In 1928 ontdekte Alexander Fleming er penicilline. Diens laboratorium werd gerestaureerd en ondergebracht in een museum over zijn leven en werk.
Het ziekenhuis is voornamelijk bekend vanwege de geboorten van diverse belangrijke personen, waaronder leden van de Britse koninklijke familie. Deze geboorten vonden plaats in de zogeheten Lindo-vleugel, een private vleugel van het gebouw die in november 1937 geopend werd en vernoemd is naar de zakenman Frank Charles Lindo.
Op 22 maart 2017 werd het St Mary ziekenhuis gebruikt voor slachttoffers van de aanslag aan de Westminster Bridge.

## Bekende geboorten

### Koninklijke geboorten
- Alexander Windsor (1974), graaf van Ulster
- Davina Lewis (1977)
- Peter Phillips (1977)
- Frederick Windsor (1979)
- Zara Phillips (1981)
- Gabriella Windsor (1981)
- William, prins van Wales (1982)
- Theodora van Griekenland en Denemarken (1983)
- Harry van Sussex (1984)
- George van Wales (2013)
- Charlotte van Wales (2015)
- Louis van Wales (2018)

### Andere
- Olivia Robertson (1917), auteur
- Elvis Costello (1954), muzikant, zanger en liedjesschrijver
- Kiefer Sutherland (1966), acteur en producent
- Michael Page (1987), bokser